# Hieracium longiberbe
Hieracium longiberbe ist eine Pflanzenart aus der Gattung der Habichtskräuter (Hieracium) innerhalb der Familie der Korbblütler (Asteraceae). Dieser Endemit kommt in den nordwestlichen Vereinigten Staaten nur entlang des Columbia Rivers vor.

## Beschreibung

### Vegetative Merkmale
Hieracium longiberbe ist eine ausdauernde krautige Pflanze, die Wuchshöhen von 25 bis 50 Zentimetern, gelegentlich auch mehr, erreicht. Die Stängel sind meist mit feinen und rauen 0,2 bis 0,8 Zentimeter langen Haaren besetzt, seltener auch unbehaart und haben eine kahle oder rau behaarte Basis.
An der Stängelbasis befinden sich keine oder bis zu drei, gelegentlich auch mehr grundständige Laubblätter, während sich am Stängel sechs bis zwölf oder auch mehr Laubblätter befinden. Die Blattspreite ist bei einer Länge von 2,5 bis 10 Zentimetern sowie einer Breite von 0,8 bis 2,5 Zentimetern spatelförmig bis verkehrt-lanzettlich mit mehr oder weniger keilförmiger Spreitenbasis und stumpfer oder spitz zulaufender Spreitenspitze. Die Spreitenränder sind meist ganzrandig, gelegentlich auch gezähnelt. Die Blattunterseite ist mit 0,2 bis 0,5 Zentimeter langen, feinen und rauen Haaren besetzt während an der Blattoberseite nur die Blattränder meist fein und rau behaart, selten auch kahl sind.

### Generative Merkmale
Die Blütezeit erstreckt sich über den Monat Juli. Der schirmrispige Gesamtblütenstand enthält meist drei bis zwölf oder mehr körbchenförmige Teilblütenstände. Der Blütenstandsschaft ist mit sternartigen, gelegentlich auch mit feinen rauen oder drüsigen Haaren besetzt, selten auch kahl. Das bei einem Durchmesser von 0,7 bis 1 Zentimetern glockenförmige Involucrum enthält 12 bis 15, gelegentlich auch mehr an der Unterseite rau und sternartig behaarte Hüllblätter mit mehr oder weniger gerundeten Spitzen. Die Blütenkörbchen enthalten 12 bis 24 oder auch mehr Zungenblüten. Die gelben Zungenblüten sind 0,7 bis 1,2 Zentimeter lang.
Die Achänen sind bei einer Länge von etwa 0,35 Zentimetern zylindrisch. Der Pappus besteht aus 32 bis 40 oder mehr weißen oder strohfarbenen Borstenhaaren, welche 0,5 bis 0,6 Zentimeter lang sind.

## Vorkommen
Dieser Endemit gedeiht nur entlang des Columbia Rivers. Hieracium longiberbe kommt in den beiden nordwestlichen Vereinigten Staaten Bundesstaaten Oregon und Washington vor.
Hieracium longiberbe gedeiht in Höhenlagen von 30 bis 100 Metern wo sie an Felswänden in der Columbia River Gorge wächst.

## Taxonomie
Die Erstbeschreibung als Hieracium longiberbe erfolgte 1901 durch Thomas Jefferson Howell in A Flora of Northwest America, Band 4, Seite 395.